# Ord
Ord település az Amerikai Egyesült Államok Nebraska államában, Valley megyében, melynek megyeszékhelye is. Lakosainak száma 2113 fő (2020. április 1.).

## Népesség
A település népességének változása:

| 2010 | 2 112 |
| 2020 | 2 113 |